# Demand-Side Platform
Demand Side Platform (англ. DSP, автоматизированная система покупки) — технологическая система организации аукциона для рекламодателей, которая торгуется с SSP (платформами для RTB-торгов со стороны площадок), управляет несколькими рекламными сетями (Ad Networks) и рекламными биржами (Ad Exchanges), обменивается прочими данными в интересах рекламодателя в цифровой экосистеме RTB.
У самой DSP, как правило, нет интерфейса покупки и управления рекламой. Такие интерфейсы есть у продуктов-надстроек над DSP — систем ретаргетинга, Trading Desk и др.

## Принцип работы DSP
Цель DSP — как можно дешевле купить показы аудитории, максимально соответствующей запросам рекламодателя. По сути, DSP позволяет рекламодателям покупать аудиторию, а не конкретные места для размещения рекламы.
Когда пользователь кликает на ссылку, SSP-система запускает торги на DSP-площадке. На основании данных SSP, собственной информации с сайта рекламодателя и купленных сведений у DMP (Data Management Platforms — поставщика профилей пользователей и систем управления ими), DSP формирует ставки и проводит RTB-аукцион.
Для разных кампаний могут понадобиться разные DSP: для полноценной рекламной деятельности необходимо обмениваться данными с несколькими платформами, плюс взаимодействовать с другими операторами RTB-системы. Для этого применяется DSP-manager (Trading Desk), который централизует работу с несколькими DSP и управляет данными посредством собственной или сторонней DMP.
Посредством Trading Desk рекламодатель и/или агентство устанавливают размеры ставок, необходимый объем показов или кликов, собирают данные об аудитории и загружают всю эту информацию в DSP. Платформа анализирует эту информацию, сопоставляет её с информацией о доступной на торгах аудитории и делает ставки, стремясь купить показы максимально дешево, а аудиторию подобрать максимально точно. К слову, все эти мероприятия занимают доли секунды, пока грузится страница сайта.

## Свойства DSP
Используя DSP, рекламодатели управляют заявками на размещение баннеров и расценками на демонстрацию рекламных сообщений целевой аудитории. Как и в контекстной рекламе, система на основе ключевых показателей эффективности помогает оптимизировать такие показатели как eСРС (effective Cost per Click) и eСРА (effective Cost per Action).
DSP уникальна тем, что вобрала в себя черты рекламных бирж предыдущего поколения и внесла в рекламную отрасль много нового:
- Беспрецедентная скорость работы — DSP позволяет агентствам и рекламодателям совершать сделки в реальном времени;
- Широкие возможности таргетирования аудитории: прямой (или вертикальный) таргетинг — по социально-демографическим, географическим, временным, поведенческим характеристикам, по интересам и т. п. и латеральный таргетинг, выделяющий целевые группы под конкретную задачу с динамически изменяемыми критериями в ходе рекламной кампании;
- Формирование детальных отчётов по каждому показу, отражающих все задействованные площадки и результаты их работы;
- Реалтайм-статистика: отчёт о ходе кампании отражается с задержкой всего в несколько секунд, что позволяет оперативно снижать затраты на неэффективные источники трафика. Для сравнения: задержка отчёта в Google AdWords может составлять свыше 18 часов;
- Взаимодействие с десятками SSP, выставляющими на продажу рекламный инвентарь (inventory) сетей и независимых площадок, что означает беспрецедентный медийный охват;
- Возможность оптимизировать бюджет DSP, в том числе автоматически. Это особенно интересно в случае скупки «остаточного трафика», когда рекламодатель получает копеечный трафик, а площадка — хоть какие-то продажи.
- Возможность интеграции с рекламными биржами, платёжными шлюзами, DMP, платформами аналитики и инструментами для обеспечения brand safety.

Все эти возможности собраны в единой системе, что даёт рекламодателям уникальную возможность полностью контролировать ход рекламной кампании и максимально улучшать её воздействие на аудиторию.

## Примеры DSP
- NT Technology
- Amazon DSP